# Средни Апалачи
Средните Апалачи (на английски: Central Appalachians) са планина в източната част на Съединените американски щати, част от Апалачите.
Част от Източните умерени гори, тя образува ивица, преминаваща от североизток на югозапад през щатите Пенсилвания, Западна Вирджиния, Вирджиния, Кентъки и Тенеси. Представлява високо разчленено плато от пясъчници, шисти и конгломерати със значителни залежи на въглища. Неблагоприятният терен и почви не благоприятстват земеделието, поради което голяма част от областта остава заета от смесени гори с отделни зони от дъбови и други широколистни гори.